# Pentolina

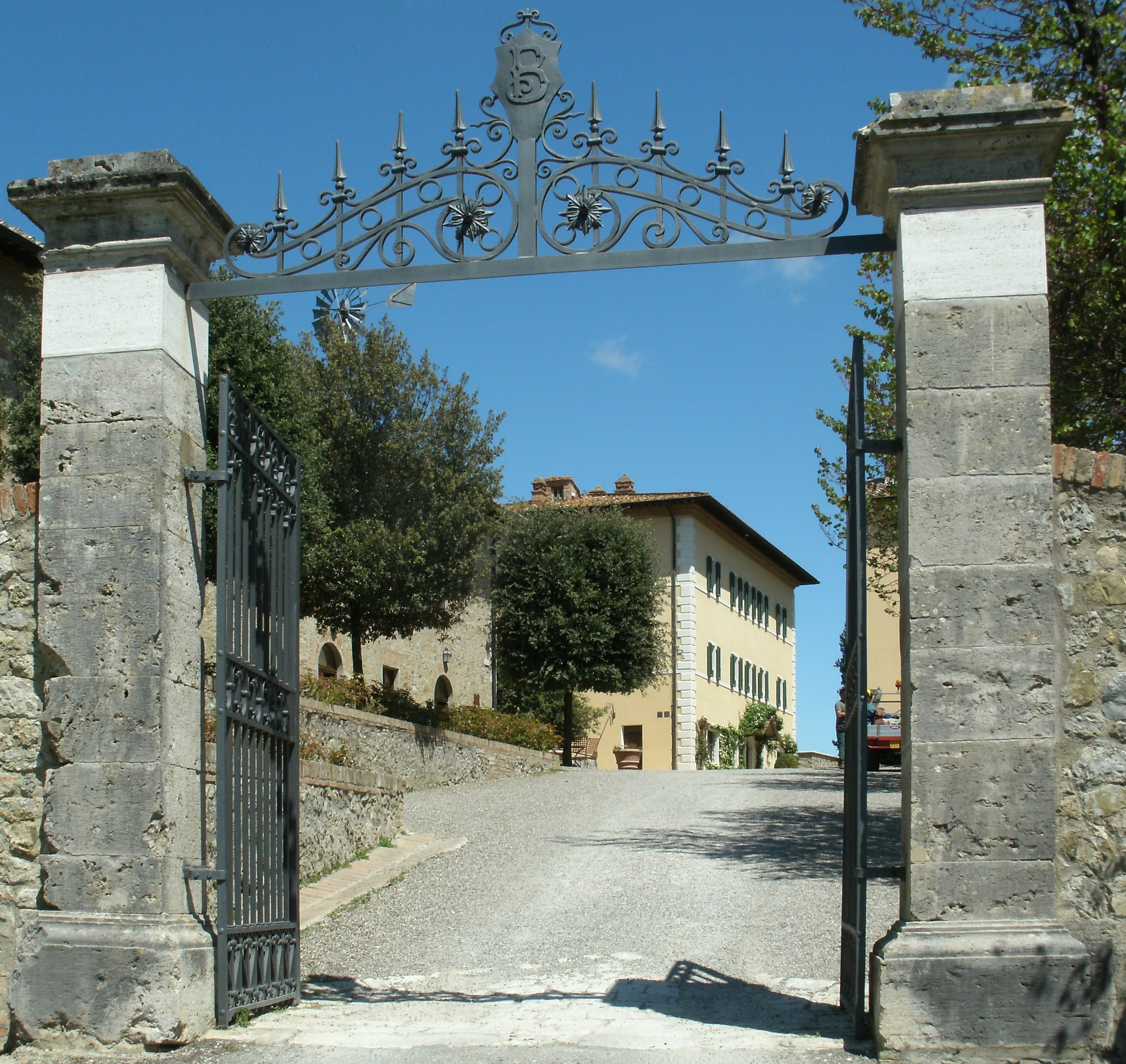
Pentolina (Dorfzufahrt)

Pentolina ist ein mittelalterliches italienisches Dorf in der Gemeinde Chiusdino, Provinz Siena, Region Toskana.

## Lage
Pentolina liegt südwestlich von Siena auf einem kleinen Hügel der Alta Maremma. Es erhebt sich 425 m s.l.m. und ist umgeben von einem dichten Steineichenwald. Von Siena ist Pentolina 25 km, von Florenz 80 km und von der Mittelmeerküste 60 km entfernt.

## Geschichte
Eines der ersten Zeugnisse lange vor der Dorfgründung ist die kleine romanische Kirche La Pieve des heiligen Apostels Bartholomäus aus dem 11. Jahrhundert. Am 9. Februar 1321 legte Nello D’Inghiramo, Feudalherr des Kastells Pietra und Besitzer des gleichnamigen Jagdgebiets Pentolina, den Grundstein für das Dorf Pentolina, welches im Jahre 1853 Bruno Scroffa erwarb. Sein Enkel, Graf Dadi Scroffa, war der letzte Besitzer Pentolinas. Er verkaufte im Jahre 1998 seinen Besitz an den Schweizer Ferienwohnungsanbieter Hapimag.

## Wirtschaftssektoren
Pentolina ist schon seit 200 Jahren für die Wildschweinjagd bekannt, die eine berühmte Tradition in der Gegend ist. So lebten die Bewohner hauptsächlich von der Jagd und betrieben auch Landwirtschaft.

## Sehenswürdigkeiten
- Romanische Kirche La Pieve des heiligen Bartholomäus aus dem 11. Jahrhundert
- Ruine der Abtei des heiligen Gregorius de Galgano (Abbazia San Galgano) in unmittelbarer Nähe

## Touristische Nutzung
Im Jahre 1998 erwarb Hapimag das Dorf Pentolina einschließlich 22 Hektar Land des gleichnamigen Jagdgebiets. Hapimag restaurierte die vom Zerfall bedrohten mittelalterlichen Häuser und errichtete in ihnen Appartements in historisch angepasstem Ambiente. Im ehemaligen Wohnhaus des Grafen befinden sich nun die Büros und die Rezeption. Die Werkstatt wurde zu einem Restaurant mit Einkaufsladen umgebaut. Für diverse Veranstaltungen wird die kleine Kirche La Pieve genutzt.

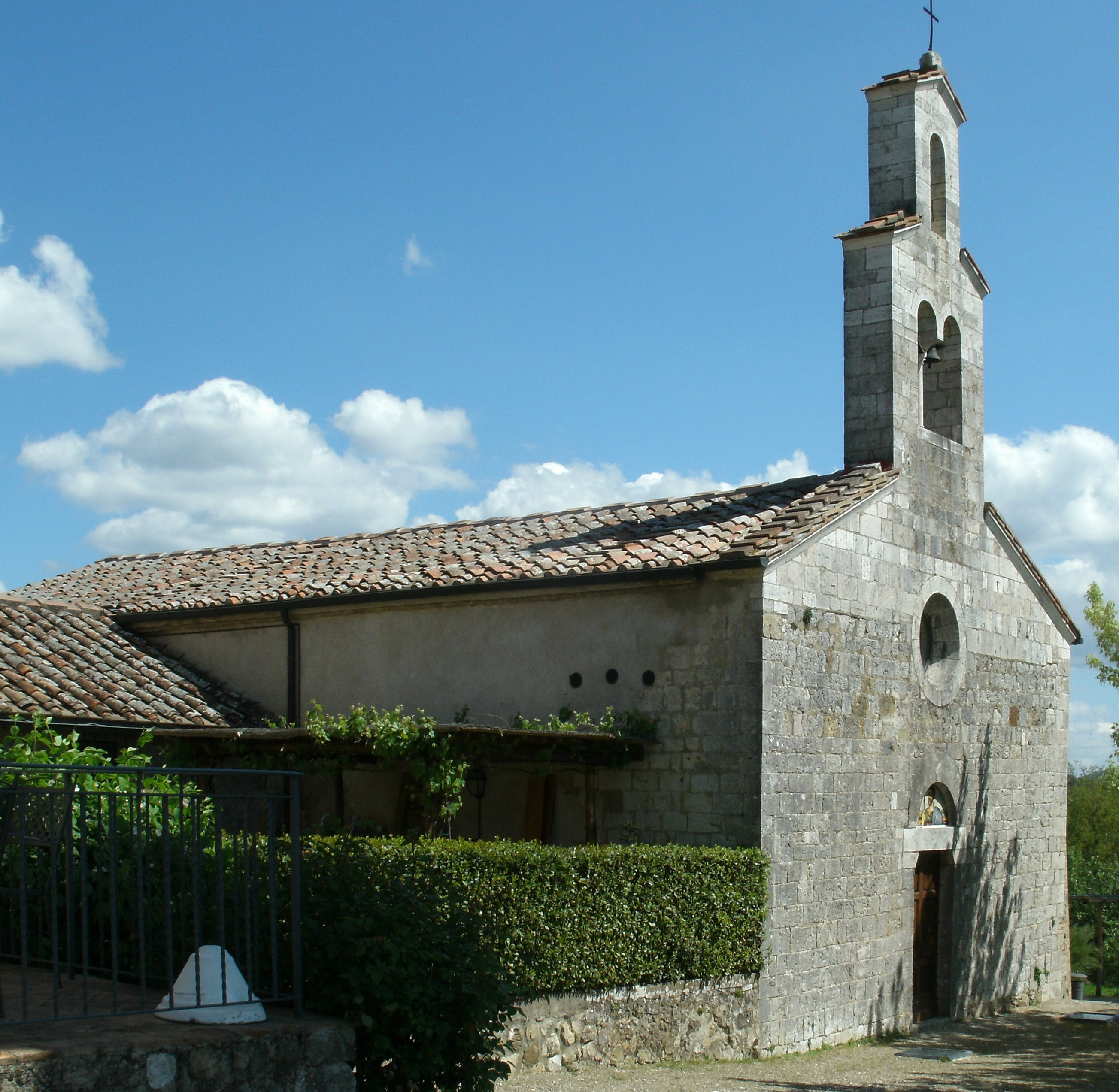
Kirche La Pieve
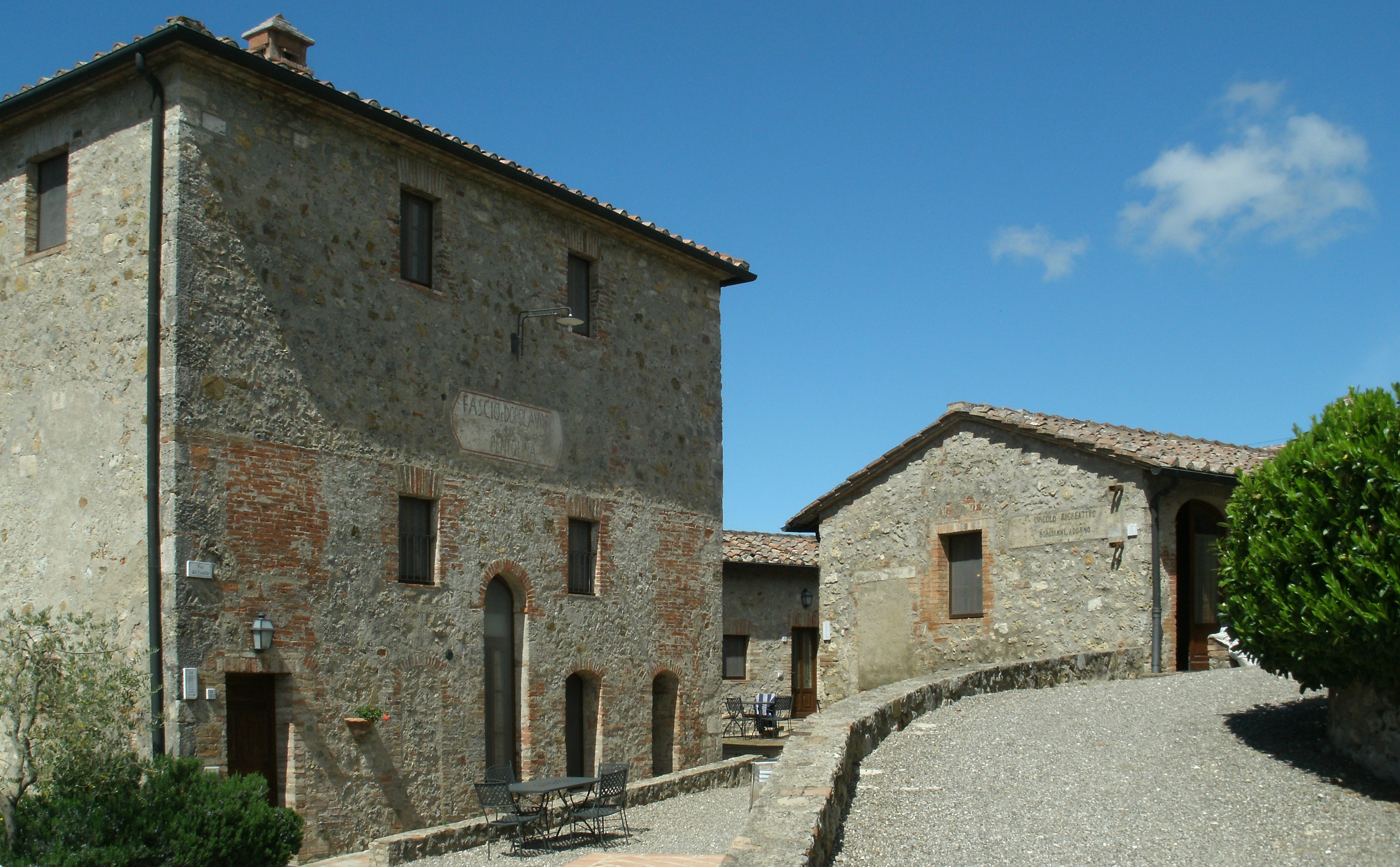
Ehemalige Wohnhäuser mit alten Inschriften
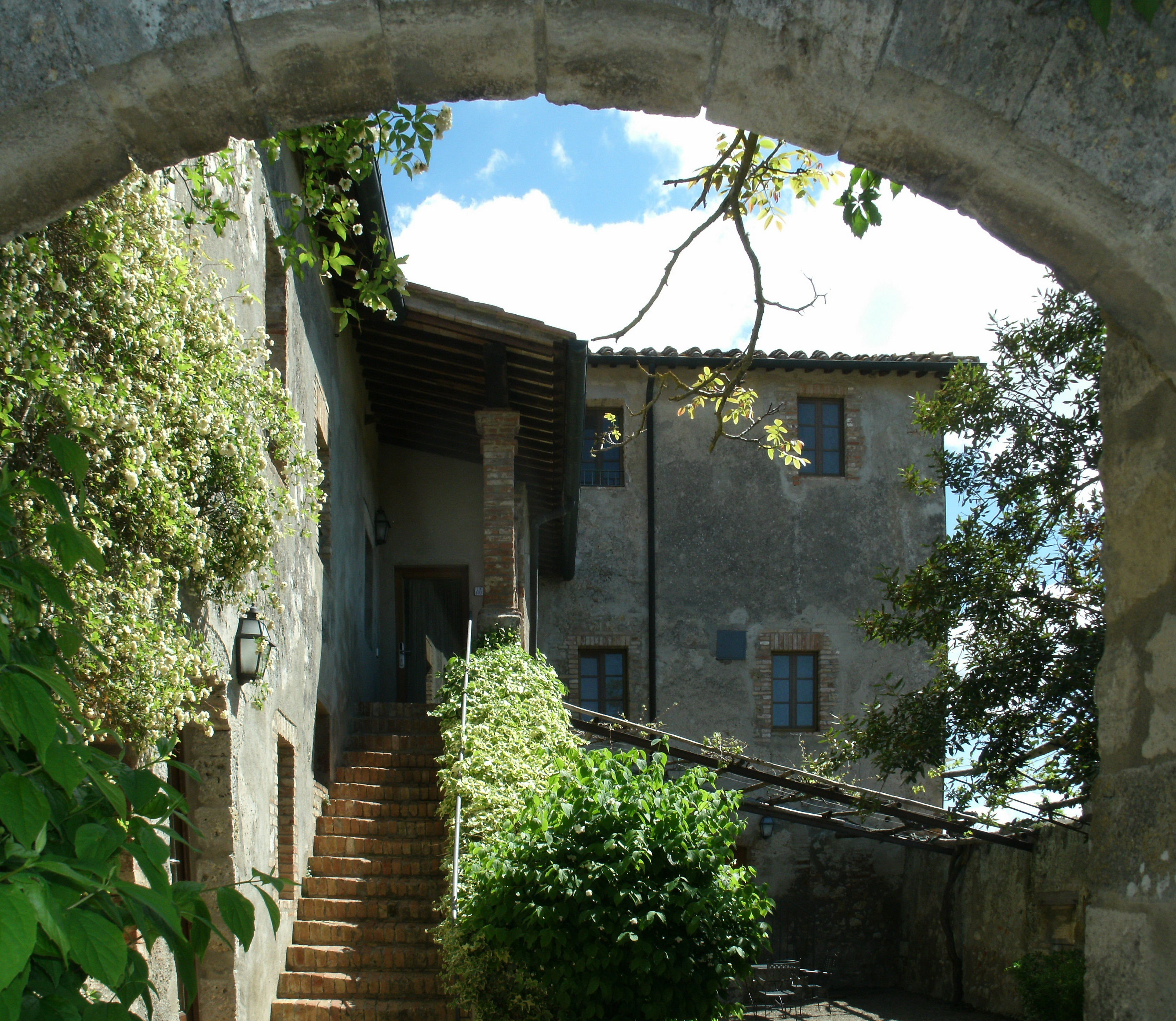
Ehemaliges Wohnhaus mit kleinem Garten
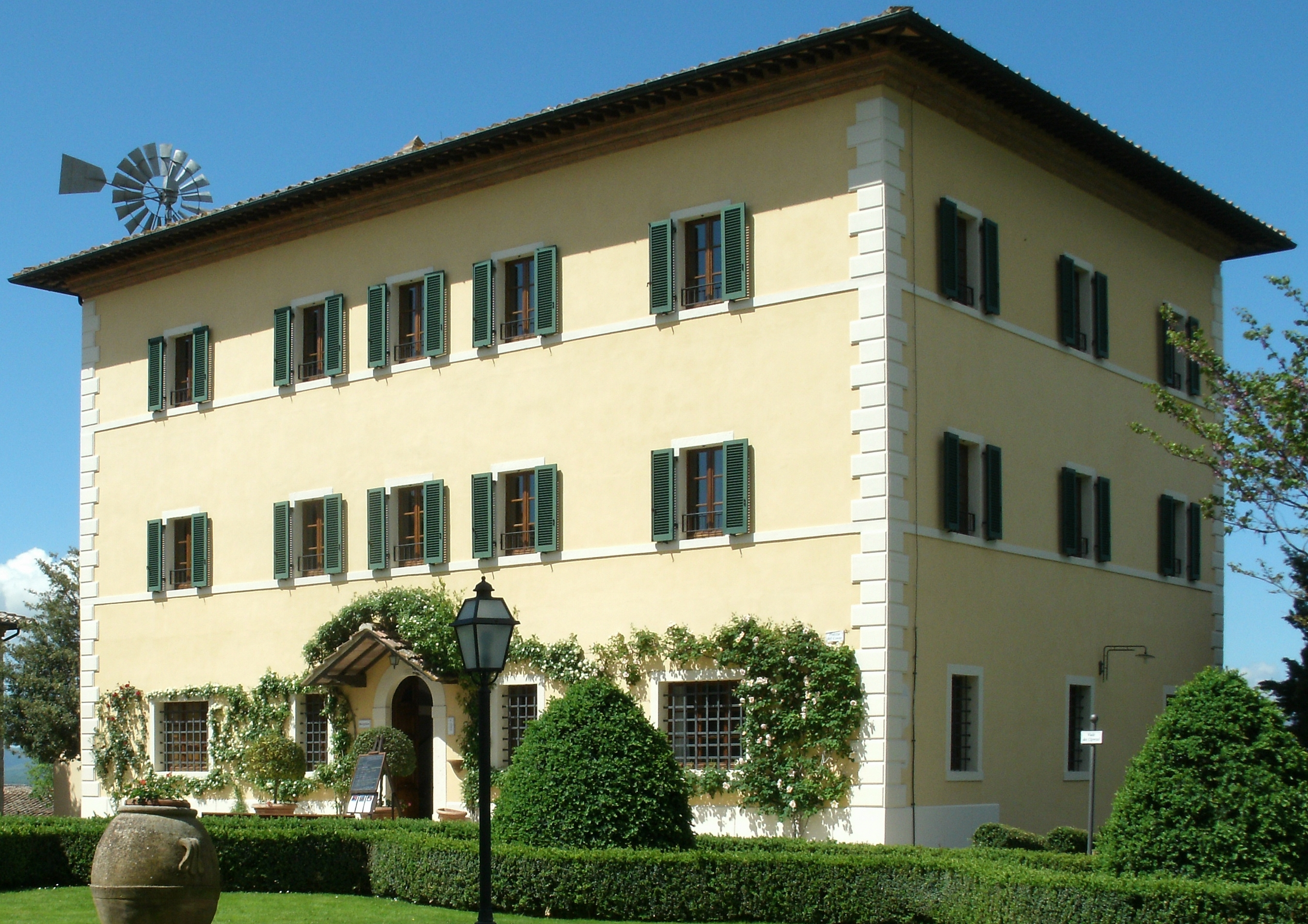
Früheres Wohnhaus des Grafen
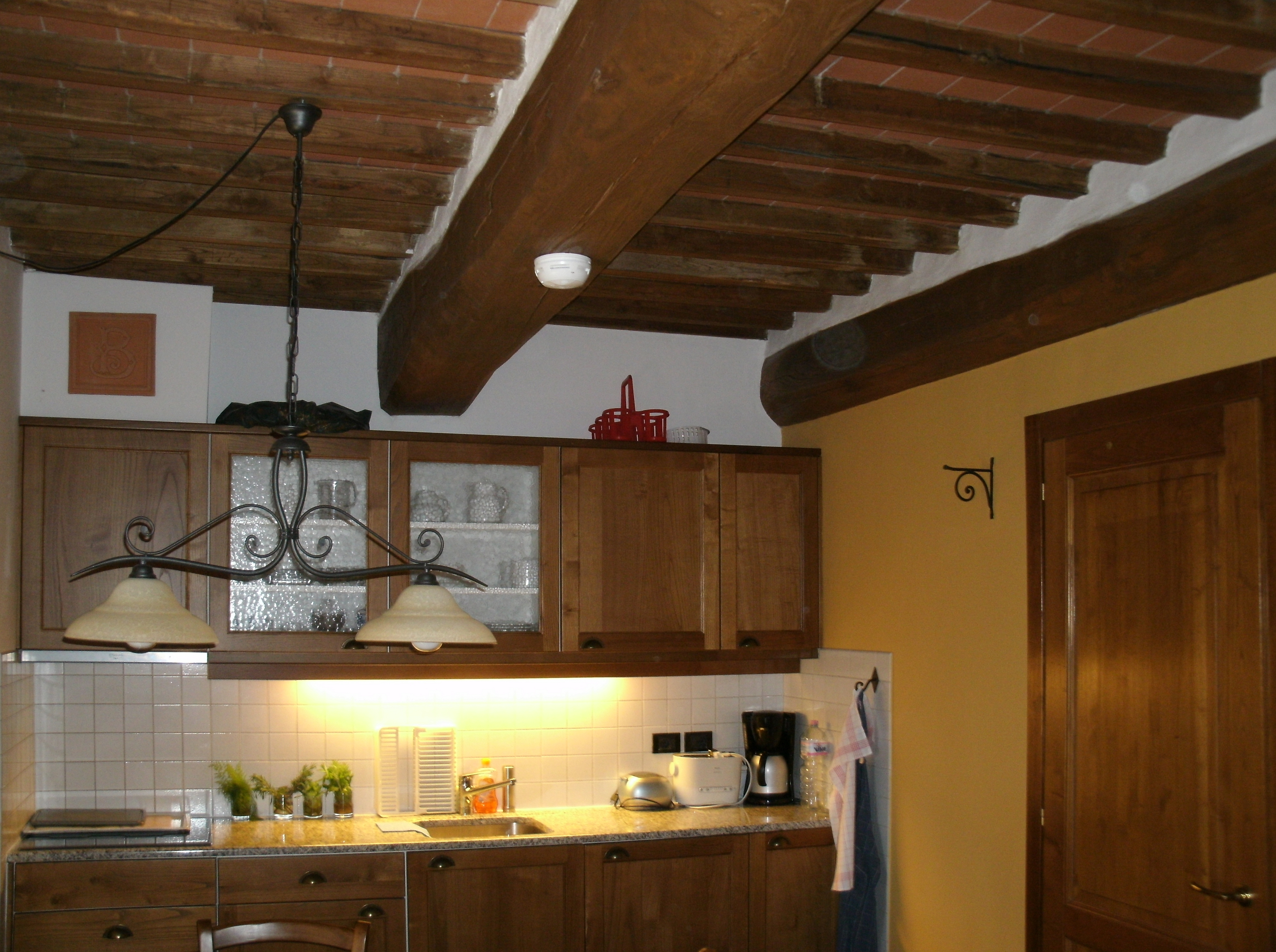
Als Küche umgestalteter früherer Wohnraum